# Élections législatives japonaises de 1993
La 40e élection de la Chambre des représentants du Japon, la chambre basse et la plus importante des deux chambres formant la Diète, s'est tenue le 18 juillet 1993. Elle a été marquée par la chute du  Parti libéral démocrate (PLD) et une recomposition du paysage politique japonais.

## Aperçu
L'instauration d'une taxe sur la consommation et le scandale Recruit avaient fortement affecté la popularité du Parti libéral démocrate (PLD) qui gouvernait depuis 1955. Certains membres du PLD (37 députés sur les 257 de la majorité en place) rejoignirent les députés de l'opposition pour voter le 18 juin 1993 une motion de censure contre le Premier ministre Kiichi Miyazawa. 
En réponse, celui-ci décida le jour même de dissoudre la Chambre des représentants, provoquant des élections anticipées. Certains dissidents du PLD quittèrent alors le parti et en formèrent de nouveaux : 44 parlementaires (36 députés et 8 conseillers), emmenés par Tsutomu Hata et Ichirō Ozawa, créent ainsi le 23 juin 1993 le Parti de la renaissance (ou Shinseitō) qui prône une « révolution conservatrice » sur le modèle des politiques menées par Margaret Thatcher au Royaume-Uni ou par Ronald Reagan aux États-Unis durant les années 1980 ; 10 autres députés avaient déjà fondé le 21 juin le Nouveau parti pionnier (ou Nouveau parti Sakigake, NPS), essentiellement des quadragénaires et quinquagénaires, dirigés par Masayoshi Takemura, récemment élus à la Diète à la fin des années 1980, dont le but était de réagir aux différents scandales politico-financiers qui ont touché à l'époque le parti majoritaire en défendant une certaine éthique, un progressisme social (notamment environnementaliste) et une forme d'idéalisme en politique, en combattant la corruption et la collusion des hommes politiques avec les milieux financiers ou industriels, tout en dénonçant la bureaucratie et l'administration trop lourde à la fois de l'État et du gouvernement, se positionnant ainsi dans une optique libérale et réformatrice. 
S'y ajoute le Nouveau parti du Japon (NPJ), créé dès le 22 mai 1992 par l'ancien gouverneur de la préfecture de Kumamoto Morihiro Hosokawa, lui aussi issu du PLD, qui s'est entouré d'autres dissidents de ce parti, de jeunes élus locaux ou de tarento (comme les présentateurs et commentateurs de télévision Yuriko Koike et Banri Kaieda), dont beaucoup issus de l'Institut Matsushita de politique et de management. Il milite essentiellement pour une modification des pratiques politiques (et notamment pour plus de transparence dans le processus de décision et la lutte contre la corruption) sur le modèle du parlementarisme anglo-saxon et pour des réformes structurelles libérales allant dans le sens d'une réduction du poids de l'administration d'État, la décentralisation et la dérégulation. Il passe une alliance électorale et fait campagne conjointement avec le NPS. En dehors de ce partenariat privilégié, les deux formations soutiennent également d'autres candidats issus de petites formations de centre-gauche opposées au PLD autres que le PCJ, notamment le Parti démocrate socialiste (PDS, centre ou centre gauche socialiste démocratique, pro-américain et anti-communiste) de Keigo Ōuchi ou la Fédération sociale-démocrate (FSD, petit mouvement de centre gauche attaché, comme son nom l'indique, à la social-démocratie, voire au social-libéralisme, et à l'action citoyenne) de Satsuki Eda.  

## Résultats
|                          |                              |            |       |        |               |
| Parti politique          | Parti politique              | Voix       | %     | Sièges | +/-           |
|                          | Parti libéral-démocrate      | 22 999 646 | 36,62 | 223    | 52            |
|                          | Parti socialiste japonais    | 9 687 589  | 15,43 | 70     | 66            |
|                          | Shinseitō                    | 6 341 365  | 10,10 | 55     | —             |
|                          | Kōmeitō                      | 5 114 351  | 8,14  | 51     | 6             |
|                          | Nouveau Parti du Japon       | 5 053 981  | 8,05  | 35     | —             |
|                          | Parti communiste japonais    | 4 834 588  | 7,70  | 15     | 1             |
|                          | Parti démocrate socialiste   | 2 205 683  | 3,51  | 15     | 1             |
|                          | Nouveau Parti pionnier       | 1 658 098  | 2,64  | 13     | —             |
|                          | Fédération sociale-démocrate | 461 169    | 0,73  | 4      | en stagnation |
|                          | Autres                       | 143 486    | 0,23  | 0      | en stagnation |
|                          | Indépendants                 | 4 304 189  | 6,85  | 30     | 9             |
|                          |                              |            |       |        |               |
| Votes valides            | Votes valides                | 62 804 145 | 98,83 |        |               |
| Votes blancs et nuls     | Votes blancs et nuls         | 743 674    | 1,17  |        |               |
| Total                    | Total                        | 63 547 819 | 100   | 511    | 1             |
| Abstention               | Abstention                   | 30 929 997 | 32,74 |        |               |
| Inscrits / participation | Inscrits / participation     | 94 477 816 | 67,26 |        |               |
| Sources,                 |                              |            |       |        |               |

## Conséquences
Le PLD perdit sa majorité absolue pour la première fois depuis 1983 et ne parvint pas à former un gouvernement pour la première fois depuis sa création en 1955. Il vit lui succéder une coalition « anti-PLD, anti-communiste » formée officiellement le 29 juillet 1993 par huit partis : les trois formations réformatrices libérales ou conservatrices issues du PLD (Shinseitō, NPJ et NPS), les quatre mouvements de la gauche non-communiste (le Parti socialiste japonais, ou PSJ, le PDS, la FSD et le Parti des réformes démocratiques, ou PRD, qui est le bras politique de la principale confédération syndicale japonaise, le Rengō) ainsi que le parti centriste et d'inspiration bouddhiste du Kōmeitō. Ils sont également soutenus à la Diète par des élus divers gauche ou divers droite (tel Kunio Hatoyama, autre dissident du PLD qui s'est fait réélire comme indépendant). Elle est dirigée par Morihiro Hosokawa qui est élu Premier ministre le 9 août 1993 par 262 voix sur 511 députés (deux voix de cette majorité hétéroclite se sont perdues sur le nom du président du parti socialiste Sadao Yamahana, qui n'était pourtant pas candidat), contre 224 au nouveau chef du PLD Yōhei Kōno et 15 au secrétaire général communiste Tetsuzō Fuwa. La socialiste Takako Doi devient pour sa part, le même jour, présidente de la Chambre des représentants, la première femme et la deuxième personne issue du PSJ (le premier ayant été Komakichi Matsuoka de 1947 à 1948) à accéder à ce poste. Elle a fait le plein des 264 voix de la nouvelle majorité, contre 222 au vétéran libéral-démocrate Seisuke Okuno (80 ans, député depuis 1963), 15 au communiste Kenjirō Yamahara et 2 bulletins blancs. Par tradition, le poste de vice-président revient à un membre du principal d'opposition, et c'est donc le député PLD Hyōsuke Kujiraoka qui est élu avec 477 voix et 29 bulletins blancs. 